# Vérnyirok
A vérnyirok, hemolimfa vagy haemolympha egyes ízeltlábúak (pókok, rákok, rovarok) nyitott keringési rendszerében áramló folyadék, de hemolimfa jellegű egyes puhatestűek keringési rendszere is. Nevét onnan kapta, hogy a gerincesek differenciáltabb keringési rendszereivel ellentétben ezeknél nem különül el a vér és a szövetközti folyadék (nyirok) keringése. A vérnél lassabban áramlik az állat testében, nyomása kisebb, sejtes és kémiai összetétele tágabb határok között változhat, mint a véré. A vérhez hasonlóan a légzési gázok és a tápanyagok szállítására is alkalmas.
A hemolimfa az állat testének belsejét (hemocoel) kitölti, a sejteket körülveszi. Tartalmazhat réztartalmú hemocianinokat, azaz a gerincesek vastartalmú hemoglobinjának szerepét betöltő, ám oxigenizált állapotában a testfolyadékot vörös helyett kékeszöldre színező fehérjéket (ha a hemocianin nem hordoz oxigént, a vérnyirok szürkés árnyalatú lesz). Az alacsonyabbrendű ízeltlábúak, köztük a rovarok legnagyobb részének hemolimfája nem szállít oxigént, mivel közvetlenül a kültakarójukon keresztül végeznek gázcserét. A hemolimfa ebben az esetben is tartalmaz tápanyagokat, például fehérjéket és cukrokat. A vérnyirokban lehetnek továbbá a fagyás ellen sejtszinten védő, magképző anyagok. Ilyeneket a rovarok több rendjének hemolimfájában találtak már, köztük a bogarak, legyek és hártyásszárnyúak rendjeiben.
Az állat előrehaladása során kifejtett izommozgás elősegítheti a hemolimfa áramlását, de csak korlátozott mértékben képes szabályozni a területek közötti áramlást. Amikor a szív nyugalmi állapotban van, a testfolyadék a kamrák nyílásain (ostium) áramlik vissza.

## Puhatestűek
A puhatestűeknél a vérnyirok a mozgásban játszik fontos szerepet: összenyomhatatlan folyadékként stabil támasztékot, ún. hidrosztatikai vázat alkot a vele telített testrészekben. A szövetközti teret kitöltve közvetlenül is befolyásolja a testrész méretét, alakját.

## Ízeltlábúak
Az ízeltlábúak kevert testüregét (myxocoeloma) a vérnyirok teljesen kitölti, ezért haemocoel-nek is nevezik azt. A testüreget vékony szövetlemezek, a diafragmák hosszanti üregekre osztják, de ez a vérnyirok számára átjárható. A hemolimfában szabadon úszó hemocita sejtek találhatók, melyek az ízeltlábúak immunrendszerében játszanak szerepet.

### Felsőbbrendű rákok
A felsőbbrendű rákok (Malacostraca) keringési rendszerének központja a megnyúlt, szögletes, egykamrájú szív, mely a testfolyadékot a körülötte lévő térből veszi fel. A szívből kiinduló artériák verőerekre, majd kapillárisokra ágaznak; utóbbiak azonban vakon végződnek, a hemolimfa a szövetek közötti térbe ömlik. Innen a testfolyadék nagyobb szinuszokba szedődik össze, a kopoltyúkat megjárva felfrissül, majd a szív körüli térbe jut vissza.

### Rovarok
A rovarok (Insecta) keringési rendszere fejletlen, mivel a légzési gázok szállítása a légcsőrendszeren keresztül történik. A vérnyirok színe sárgás, mert nincs benne oxigént szállító vérfesték.

## Fordítás
- Ez a szócikk részben vagy egészben a Hemolymph című angol Wikipédia-szócikk ezen változatának fordításán alapul.  Az eredeti cikk szerkesztőit annak laptörténete sorolja fel. Ez a jelzés csupán a megfogalmazás eredetét és a szerzői jogokat jelzi, nem szolgál a cikkben szereplő információk forrásmegjelöléseként.